# Zorba, el griego
Zorba, el griego (Βίος και Πολιτεία του Αλέξη Ζορμπά, Vida y aventuras de Alexis Zorbas) es una novela escrita por el escritor griego Nikos Kazantzakis, publicada en 1946. Es la historia de un joven intelectual cretense que escapa de su monótona y aburrida vida con la ayuda del bullicioso y misterioso Alexis Zorba. Fue adaptada en 1964 al cine en la versión dirigida por Michael Cacoyannis, del mismo nombre, así como a musical en 1968.

## Trama
El libro se inicia en un café de El Pireo, justo antes del amanecer en una tormentosa mañana de otoño en la década de 1930. El narrador, un joven intelectual, se decide a dejar de lado sus libros por unos meses después de ser alentado por las palabras de un amigo, Stavridakis, que ha dejado los estudios para ir al Cáucaso con el fin de ayudar a griegos étnicos que están sufriendo persecución. Inicia un viaje a Creta con el fin de reabrir una antigua mina de lignito y sumergirse en el mundo de los campesinos y la gente de la clase trabajadora.
Está a punto de sumergirse en su ejemplar de "La Divina Comedia" cuando siente que está siendo observado; se da la vuelta y ve a un hombre de unos sesenta años mirándolo a través del cristal de la puerta. El hombre entra y de inmediato se le acerca a pedir trabajo. Dice ser experto como cocinero, minero y tañedor del santur y se presenta como Alexis Zorbas. El narrador se siente fascinado por el lenguaje lascivo y expresivo de Zorba y decide darle trabajo como capataz. En su camino hacia Creta, hablan de un gran número de temas y los soliloquios de Zorba establecen el tono para gran parte del libro.
A su llegada, rechazan la hospitalidad de Anagnostis Kondomanolious, el dueño del café local, y siguen la sugerencia de Zorba de ir al hotel de la señora Hortensia, que no es más que una fila de viejas casetas de baño. Se ven forzados por las circunstancias a compartir una caseta. El narrador pasa el día describiendo la isla, cuyo paisaje le recuerda a "la buena prosa, cuidadosamente ordenada, potente y sobria", y leyendo a Dante. Al regresar al hotel para la cena, invitan a la señora Hortensia a su mesa y hacerle hablar de su pasado de cortesana. Zorba le pone el mote de "Bouboulina" y, con la ayuda de su címbalo, la seduce. El espíritu del protagonista hierve en su habitación mientras escucha los sonidos de su amor apasionado.
Al día siguiente, se abre la mina y comienza a trabajar. El narrador, cuyos ideales socialistas le llevan a intentar confraternizar con los trabajadores, es advertido por Zorba de que debe mantener las distancias. "El hombre es una bestia. Si usted es cruel con él, le respetará y temerá; si es amable con él, le sacará los ojos". Por su parte, Zorba se sumerge en la tarea, que es una característica de su actitud: ser absorbido en lo que uno está haciendo o con quien se está en ese momento. Con bastante frecuencia, Zorba trabaja infinidad de horas y pide no ser interrumpido durante el trabajo. 
El narrador recupera su entusiasmo vital junto a Zorba y las personas que lo rodean, pero, al final, la tragedia marcará su estancia en Creta y regresará a su tierra completamente arruinado. Su despedida de Zorba resulta desgarradora para ambos, que se recordarán hasta su muerte.

## En el cine
Zorba, el griego fue llevada al cine en una película británica en 1964, escrita, producida, dirigida y montada por Michael Cacoyannis y con Anthony Quinn, Alan Bates, Irene Papas y Lilia Kédrova en los papeles principales. Fue galardonada con tres Premios Óscar en 1965, en las categorías de mejor actriz secundaria (Lila Kedrova), mejor fotografía (Walter Lassally), y mejor dirección artística (Vassilis Photopoulos). 
La música compuesta para el filme por Mikis Theodorakis, conocida como Danza de Zorba, es un elemento ampliamente reconocido.

## En el teatro

### En Argentina
En el año 2003 se produjo, profesionalmente, la versión teatral de Zorba, el griego, producida por Alejandro Romay, con el siguiente reparto: Raúl Lavié, María Rosa Fugazzot, Miguel Habud, Julia Zenko, Rubén Ballester, Alejandro Viola (reemplazado, posteriormente, por Gustavo Monje), Marcelo Trepat, Andrea Mango y Roberto Fiore.